# Francesc Flaqué i Fontanals
Francesc Flaqué i Fontanals, més conegut com a Paco Flaqué (Olesa de Montserrat, 1935-Barcelona, 23 de juny de 2012) era un empresari català, fill d'un petit empresari tèxtil.

## Biografia
Des de molt jove va entrar en contacte amb el món de la moda. Estudià Tèxtil a l'Escola d'Arts i Oficis, títol que convalidà a l'Escola Industrial de Terrassa. Als anys seixanta va viatjar a Londres, on descobrí les minifaldilles de Mary Quant. En tornar del Regne Unit s'instal·là a Barcelona i inicià una carrera com a organitzador de desfilades. Poc després, per encàrrec del dissenyador Josep Ferrer, de la sabateria Christian i de la boutique Roura organitzà les seves primeres desfilades, amb noies en banyador i biquini —tota una revolució per a l'època. Personatges del món de la cultura, com ara Salvador Dalí, amic personal de Flaqué, n'eren el públic habitual.
A partir d'aquest moment, organitzà les desfilades del Saló del Gènere de Punt, i l'any 1982 fundà el Saló Moda del Mediterrani, amb Juan Antonio Comín, i el Saló Pielespaña. Des de 1995 fins a la tardor de 2005 va dirigir Moda Barcelona, associació que agrupava la Passarel·la Gaudí i un conjunt de salons monogràfics, com ara Intimoda, Intibaño i l'Espai Gaudí Dissenyadors. Va copresidir el Saló BCN Futur i va dirigir el Saló Novia España, la Passarel·la Gaudí Núvies i el Saló d'Antiquaris, entre d'altres. A més, era al capdavant de Flaqué Internacional, empresa que es dedica a la comunicació, les relacions públiques i l'organització d'esdeveniments, i que edita tres revistes professionals: La Piel, Diva (moda íntima i bany) i Divos (moda infantil).

## Premis i reconeixements
Durant la seva llarga trajectòria professional va obtenir destacats guardons, com ara la Clau de Barcelona (2004), el premi Protagonistas 2002 d'Onda Rambla - Cadena Onda Cero, i el premi Galena de la moda (1979) de RNE i TVE. El 2005 va rebre la Medalla d'Honor de Barcelona.